# مقاطعة شيرمان (أوريغون)
مقاطعة شيرمان (بالإنجليزية: Sherman County)‏ هي إحدى مقاطعات ولاية أوريغون في الولايات المتحدة الأمريكية.